# Fritz Albrecht
Fritz Albrecht (Magdeburg, 10 de Maio de 1920 - Backnang, 22 de Setembro de 1986) foi um comandante de U-Boot que serviu na Kriegsmarine durante a Segunda Guerra Mundial.

## Carreira

### Patentes
| 9 Out 1937 | Offiziersanwärter    |
| 1 Abr 1939 | Fähnrich zur See     |
| 1 Mar 1940 | Oberfähnrich zur See |
| 1 Mai 1940 | Leutnant zur See     |
| 1 Abr 1942 | Oberleutnant zur See |

### Condecorações
| 1 Mai 1940  | Cruz de Ferro 2ª Classe         |
| 2 Abr 1941  | Badge de Guerra Minesweeper     |
| 28 Out 1941 | Badge de Guerra Fleet           |
| 12 Dez 1942 | Badge de Guerra dos U-boot 1939 |
| 19 Fev 1944 | Cruz de Ferro 1ª Classe         |